# Spłaszczek tabaskański
Spłaszczek tabaskański, żółw spłaszczony (Dermatemys mawii) – gatunek gada z podrzędu żółwi skrytoszyjnych, jedyny występujący współcześnie przedstawiciel rodziny spłaszczkowatych (Dermatemydidae).
OpisGłowa mała, karapaks bardzo płaski, szeroki, owalnego kształtu, pokryty skórą. Palce spięte błonami pływnymi i zakończone krótkimi pazurami. Głowa, odnóża i bardzo krótki ogon mogą być całkowicie chowane do pancerza.
RozmiaryKarapaks dochodzi zazwyczaj do 45–50 cm długości, a masa ciała do 10–15 kg. Istnieją historyczne doniesienia o osobnikach większych – o długości karapaksu do 60 cm i masie do 22 kg.
BiotopRzeki, jeziora i laguny, gdzie niemal stale przebywa.
PokarmRośliny wodne.
WystępowanieAmeryka Centralna: Gwatemala, Belize, południowo-wschodni Meksyk. Podejrzewane, ale niepotwierdzone występowanie w Hondurasie.
Status zagrożenia i ochronaW Czerwonej księdze gatunków zagrożonych IUCN spłaszczek tabaskański klasyfikowany jest jako gatunek krytycznie zagrożony (CR – Critically Endangered). Gatunek wymieniony jest w aneksie B Rozporządzenia Rady (WE) Nr 338/97 w sprawie handlu dzikimi zwierzętami oraz w załączniku II konwencji CITES.